# Budimir Vujačić
Budimir Vujačić (ur. 4 stycznia 1964 w Titogradzie) – czarnogórski piłkarz, reprezentant Jugosławii.

## Kariera reprezentacyjna
W reprezentacji Jugosławii zadebiutował w 1989. W reprezentacji Jugosławii występował w latach 1989–1996. W sumie w reprezentacji wystąpił w 12 spotkaniach.

## Statystyki
| Reprezentacja Jugosławii | Reprezentacja Jugosławii | Reprezentacja Jugosławii |
| Rok                      | Mecze                    | Gole                     |
| ------------------------ | ------------------------ | ------------------------ |
| 1989                     | 4                        | 0                        |
| 1990                     | 0                        | 0                        |
| 1991                     | 3                        | 0                        |
| 1992                     | 1                        | 0                        |
| 1993                     | 0                        | 0                        |
| 1994                     | 0                        | 0                        |
| 1995                     | 2                        | 0                        |
| 1996                     | 2                        | 0                        |
| Razem                    | 12                       | 0                        |